# Réséda raiponce
Reseda phyteuma
Espèce
Classification phylogénétique
Le réséda raiponce (Reseda phyteuma L.) est une petite plante herbacée appartenant au genre Reseda et à la famille des Résédacées, fréquente dans le sud de l'Europe, notamment dans les régions méditerranéennes. Comme tous les résédas, ses fleurs sont très petites. Elles ont des pétales blancs échancrés entourant de nombreuses étamines à anthères orange très développées. On recense deux sous-espèces :
- subsp. collina (Müller Arg.) Batt. in Batt. & Trab., 1888
- subsp. phyteuma

## Description

### Écologie et habitat
Plante annuelle ou bisannuelle fréquente dans l'ouest du bassin méditerranéen (Afrique du Nord, péninsule ibérique, sud de la France, Italie), plus rare ailleurs. On peut la trouver en montagne (Alpes du Sud) jusqu'à 1 500 mètres. Elle pousse surtout dans les cultures ou les friches anciennement cultivées (vignes et vergers, cultures maraîchères), formant parfois des colonies importantes. Préférence pour les sols basiques ou neutres.
- Floraison : d'avril à septembre
- Pollinisation : entomogame, autogame
- Dissémination : épizoochore

### Morphologie générale et végétative
Plante herbacée assez basse (de 10 à 30 cm le plus souvent), fréquemment ramifiée à la base, à tige velue. Les feuilles sont surtout basales. Elles sont en général entières, avec quelques feuilles irrégulièrement lobées (notamment les caulinaires), allongées et spatulées.

### Morphologie florale
Inflorescence en racème érigé portant peu de fleurs en comparaison des autres résédas. Chaque fleur est portée par un pédicelle assez long. Calice à cinq sépales, parfois six, oblongs et grandissant en cours de floraison. Corolle à cinq ou six pétales blancs divisés en lanières. Nombreuses étamines (16 à 18) à anthères orange ou roses très proéminentes. Ovaire supère à trois styles.

### Fruits et graines
Les fruits sont des capsules ouvertes, d'un ovale irrégulier, renflées, assez grandes et inclinées (contrairement à la plupart des autres résédas dont les capsules sont plus ou moins érigées).